# Karina Urbach

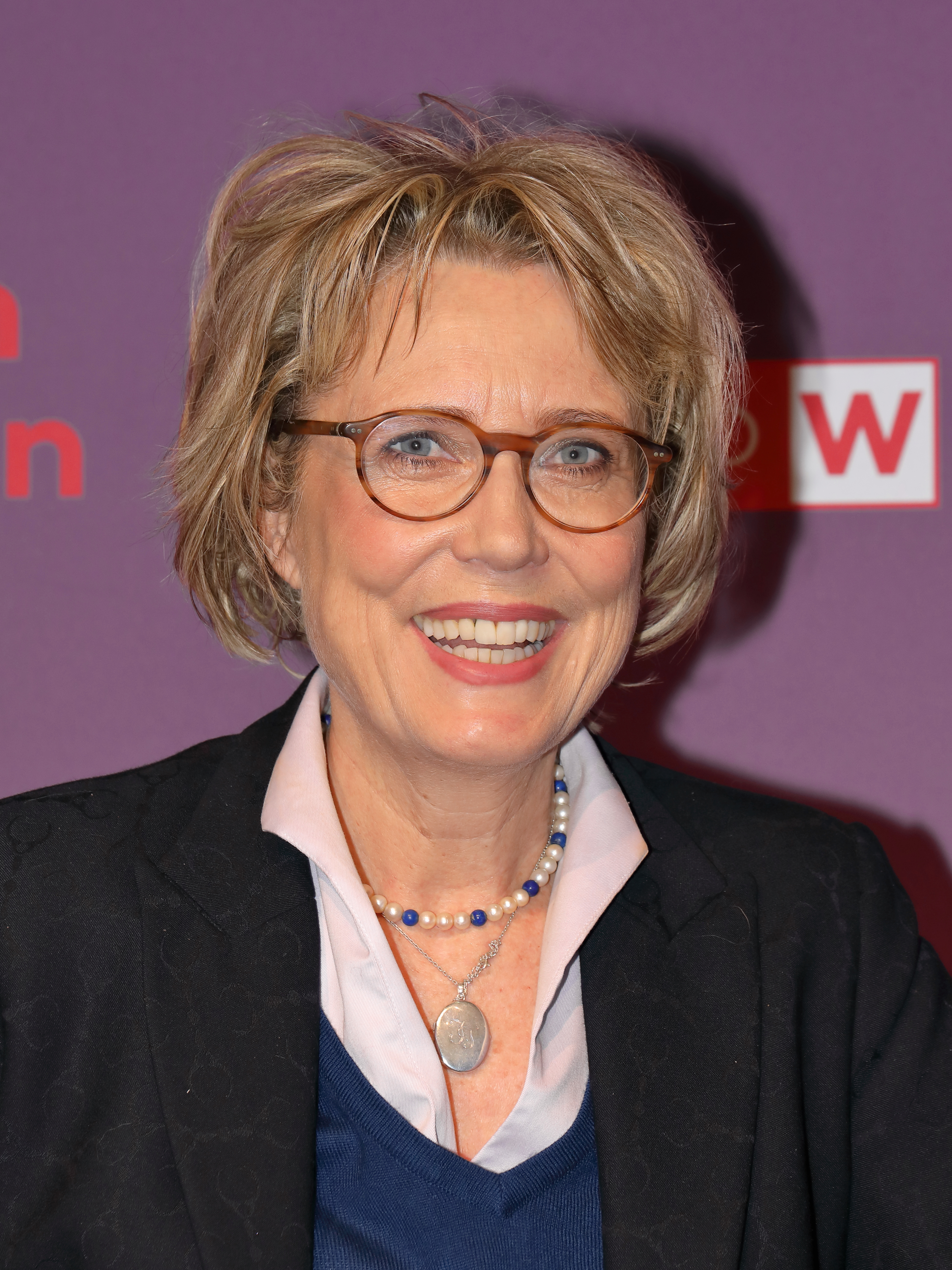
Karina Urbach (2024)

Karina Urbach (* 23. Juni 1968 in Düsseldorf) ist eine deutsche Historikerin und Autorin. Urbachs Spezialgebiete sind deutsche und britische kulturelle und politische Beziehungen im 19. und 20. Jahrhundert, die Geschichte der internationalen Beziehungen und die Geschichte der Geheimdienste.

## Leben
Urbach wuchs zunächst im Düsseldorfer Stadtteil Gerresheim auf. Ihre Mutter war die Filmschauspielerin Wera Frydtberg (1926–2008), ihr Vater war Otto R. Urbach (1913–1976), ein Wiener Jude, der 1935 als Student in die USA reiste und nach dem Zweiten Weltkrieg als Nachrichtenoffizier des US-amerikanischen Spionageabwehrkorps Counter Intelligence Corps (CIC) nach Deutschland zurückkehrte. Später lebte Otto Urbach in Düsseldorf. Seine Tarnlegende war die eines Ingenieurs des US-Technologiekonzerns „Minnesota Mining & Manufacturing Company GmbH“ (später 3M) in Neuss, während er in Wirklichkeit seiner Geheimdiensttätigkeit nachging. Dabei konnte er SS-Netzwerke enttarnen, die nach dem Weltkrieg fortbestanden.
Nach dem Tod des Vaters zog Urbach mit ihrer Mutter nach München und studierte bis 1992 an der Ludwig-Maximilians-Universität Geschichte, Politikwissenschaften und Philosophie. 1994 war sie als Kurt-Hahn-Stipendiatin in Cambridge. Dort wurde sie 1996 promoviert. Anschließend arbeitete sie als wissenschaftliche Assistentin an der Universität Bayreuth und am Deutschen Historischen Institut London. Ihre Habilitation erfolgte im Jahr 2009. Seit jenem Jahr ist sie Senior Research Fellow am Institute for Historical Research der Universität London und seit 2015 zudem Longterm Visitor am Institute for Advanced Study in Princeton (USA).

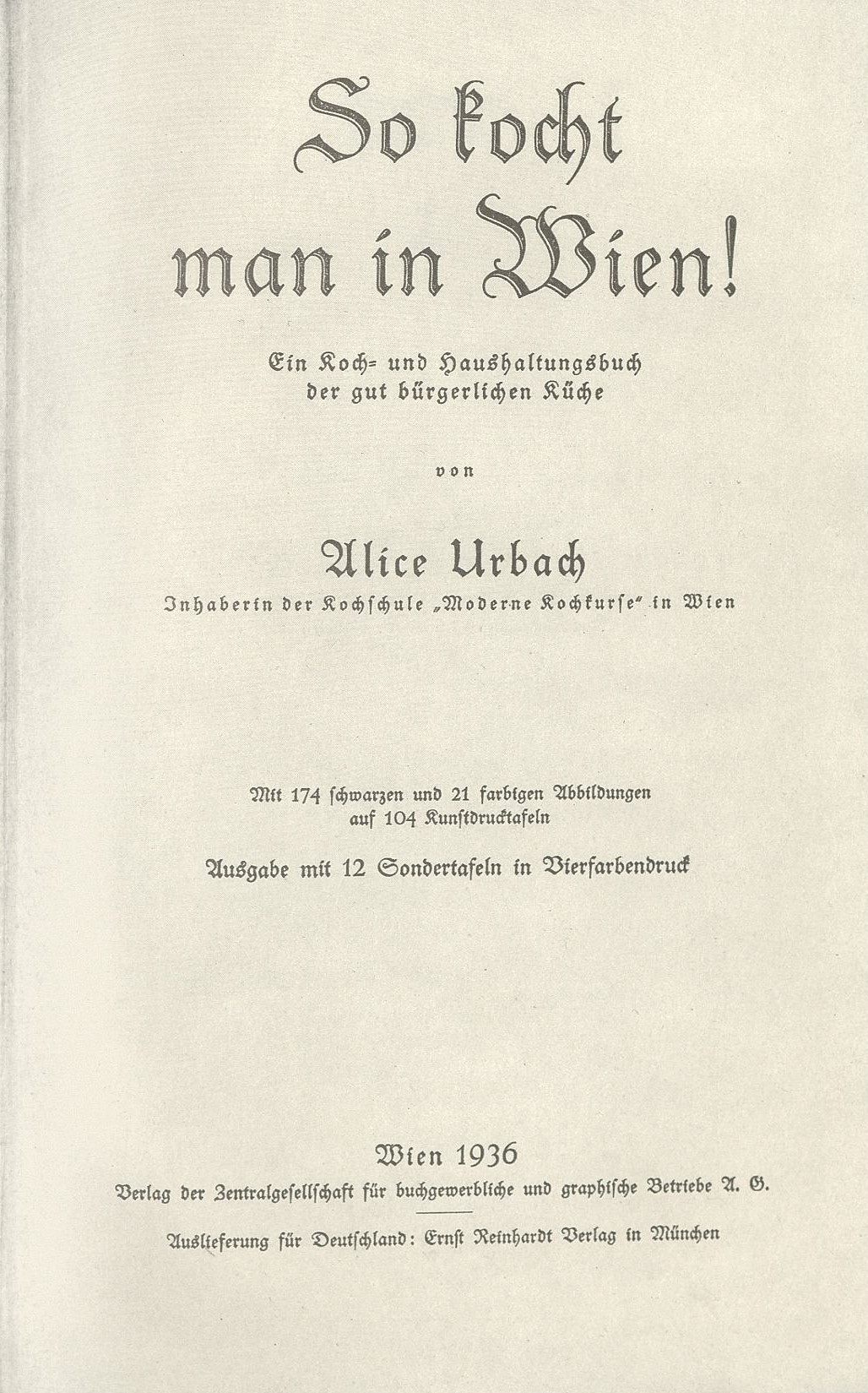
„Familienforschung gilt unter meinen Kollegen als schwerer Straftatsbestand“ (Das Buch Alice, 2020, S. 9)

Aufsehen erregte 2015 Urbachs Studie Go-Betweens for Hitler (deutsch Hitlers heimliche Helfer. Der Adel im Dienst der Macht) über deutsche – und britische – Adlige, die Adolf Hitler als geheime Verbindungsleute nutzte, um bei der europäischen Elite hinter den Kulissen für sich zu werben und Verhandlungen zu führen. Dazu zählten Carl Eduard, Herzog von Coburg, ein Enkel Königin Victorias, der Mitglied der SA (Sturmabteilung) war, und Stéphanie zu Hohenlohe, die vor dem Münchner Abkommen in Hitlers Namen direkte Verhandlungen mit dem britischen Außenminister, Edward Wood, Lord Halifax, führte. Urbach beleuchtete die Verbindungen Edwards VIII. zu Hitler und seine Pläne einer Allianz gegen die Sowjetunion.
Im selben Jahr beriet Urbach die britische Tageszeitung The Sun, als diese private Filmaufnahmen der Königsfamilie von 1933 oder 1934 veröffentlichte, in denen die damals siebenjährige spätere Königin, Elisabeth II., zusammen mit ihrer Mutter und ihrem Onkel, dem späteren König Edward VIII., den Hitlergruß zeigt – Urbach wertete dies als dezidiert politische Geste. Die kurze Filmsequenz sei ein seltener Hinweis darauf, wie weit rechts die königliche Familie politisch gestanden habe. Gerade die Rolle der Eltern von Elisabeth, König Georg VI. und Elizabeth Bowes-Lyon, ist umstritten, da sie sich erst gegen Hitler stellten, als 1939 der Krieg ausbrach. Der Verdacht, das britische Königshaus versuche später bewusst, seine Verbindung zum NS-Regime zu verschleiern, indem es Dokumente zurückhalte, veranlasste Historiker, darunter Urbach selbst, zu der Forderung, die königlichen Archive zu öffnen, da darin umfangreiche Briefwechsel von Mitgliedern der königlichen Familie mit deutschen Aristokraten und NS-Politikern zu vermuten seien.
Urbach wird als Expertin herangezogen, wenn sich die britische Königsfamilie bei Hochzeiten und ähnlichen Ereignissen medienwirksam inszeniert, und war an BBC-Dokumentationen über das viktorianische Zeitalter beteiligt. Sie veröffentlicht Rezensionen im Wall Street Journal, dem Guardian, der Literary Review, der Zeit, der FAZ und der TAZ.
Unter dem Pseudonym Hannah Coler veröffentlichte Urbach 2017 den Roman Cambridge 5 – Zeit der Verräter, in dem sie die Geschehnisse um den Spionagering der Cambridge Five literarisch verarbeitet. Mit dem Buch war Urbach in der Kategorie „Debüt Kriminalroman“ für den Friedrich-Glauser-Preis 2018 und den Viktor Crime Award nominiert und erhielt dafür den Crime Cologne Award 2018.
Urbach wurde mit dem Bayerischen Habilitationsförderpreis ausgezeichnet und ist Mitglied im Wissenschaftlichen Beirat der Otto-von-Bismarck-Stiftung.
Im Jahr 2020 veröffentlichte sie eine Untersuchung über ihre Großmutter, Alice Urbach, deren Kochbuch So kocht man in Wien! Ein Koch- und Haushaltungsbuch der gut bürgerlichen Küche nach dem Anschluss Österreichs an Nazi-Deutschland arisiert und unter dem falschen Autorennamen „Rudolf Rösch“ verlegt wurde. In der Zeit beschrieb Urbach weitere Fälle, in denen deutsche Verlage erfolgreiche jüdische Sachbücher arisierten und NSDAP-Mitglieder als deren Autoren ausgaben.
2022 schrieb Urbach in der TAZ über den Film Wir Wunderkinder, in dem ihre Mutter eine Hauptrolle gespielt hatte. In dem Artikel bemerkt sie: „Doch obwohl es ein eindeutiger Antinazifilm ist, konnte er nur gedreht werden, weil einige Nazis ihre Vergangenheit gekonnt vertuschten.“
2024 veröffentlichte sie den Spionageroman Das Haus am Gordon Place der mit dem Deutschen Krimipreis ausgezeichnet wurde. Er beruht auf wahren Tatsachen. Für die Geschichte interviewte Urbach die authentische MI6-Agentin Daphne Park und die 96-jährige Angela Allen. Park arbeitete damals an MI6-Operationen in Wien, Allen war als Skriptgirl an dem Film Der dritte Mann beteiligt. Urbach beschreibt, dass damals in Wien mehrere britische Abhörtunnel gebaut wurden und auch die Dreharbeiten für eine Geheimdienstoperation gegen die Russen benutzt wurden. 

## Privates
Karina Urbach ist mit dem britischen Historiker Jonathan Haslam (Spezialgebiet: Russland) verheiratet und Mutter eines Sohnes. Sie bezeichnet ihre Mutter Wera Frydtberg, ihren Gatten und den Sohn Timothy in Anlehnung an Thomas Bernhard als ihre Lebensmenschen.

## Werke (Auswahl)
- Bismarck’s Favourite Englishman. Lord Odo Russell’s Mission to Berlin. Tauris, London/New York, 2000, ISBN 978-1-86064-438-2.
- (Hrsg.): European Aristocracies and the Radical Right in the Interwar Period. Oxford University Press, Oxford 2007, ISBN 978-0-19-923173-7.
- (Hrsg.): Royal Kinship. British and German Family Networks 1815–1914. Saur, München 2008, ISBN 978-3-598-23003-5.
- mit Brendan Simms (Hrsg.): Die Rückkehr der „großen Männer“. Staatsmänner im Krieg. Ein deutsch-britischer Vergleich = Bringing Personality back in. Leadership and War. A British-German Comparison 1740–1945 (= Prinz-Albert-Studien, 28). de Gruyter, Berlin u. a. 2010, ISBN 3-110-23294-4.
- mit Jonathan Haslam (Hrsg.): Secret Intelligence in the European States System, 1918–1989. Stanford University Press, Stanford (Kalifornien) 2013, ISBN 978-0-8047-8359-0.
- Go-Betweens for Hitler. Oxford University Press, Oxford 2015, ISBN 978-0-19-870366-2.
  - Deutsche Ausgabe: Hitlers heimliche Helfer. Der Adel im Dienst der Macht. Wissenschaftliche Buchgesellschaft, Darmstadt 2016, ISBN 3-8062-3383-7.
- mit Ulrich Lappenküper (Hrsg.): Realpolitik für Europa. Bismarcks Weg. Schöningh, Paderborn 2016, ISBN 978-3-506-78526-8.
- Queen Victoria. Die unbeugsame Königin. Eine Biografie. C.H. Beck, München 2011, erweiterte Aufl. 2018, ISBN 978-3-406-72753-5.
- mit Franz Bosbach, John Davis (Hrsg.): Common Heritage, Documents and Sources concerning German-British Relations in the Archives and Collections of Windsor and Coburg. 2 Bände. Duncker & Humblot, Berlin 2015–2018, ISBN 978-3-428-14416-7; ISBN 978-3-428-15190-5.
- Das Buch Alice. Wie die Nazis das Kochbuch meiner Großmutter raubten. Propyläen, Berlin 2020, ISBN 978-3-549-10008-0.
  - Englische Ausgabe: Alice’s Book. How the Nazis stole my grandmother’s cookbook. Maclehose Press/Quercus, London 2022, ISBN 978-1-5294-1630-5.
- Das Haus am Gordon Place. Kriminalroman. Limes, München 2024, ISBN 978-3-8090-2766-9.

als Hannah Coler
- Cambridge 5 – Zeit der Verräter. Limes, München 2017, ISBN 978-3-8090-2682-2.

## Dokumentarfilm
- Andrea Oster: Alices Buch, 2021 (ARTEde: Alices Buch | Doku HD | ARTE auf YouTube, 15. Oktober 2022.)
- Wolf-Christian Ulrich: London – Stadt der Spione, Dokumentation, Großbritannien 2024